# 이노우에촌 (이시카와현)
이노우에촌(井上村)은 이시카와현 가호쿠군에 설치되었던 촌이다.